# Dimethyl thủy ngân
Đimetyl thủy ngân là một hợp chất hữu cơ, có thành phần gồm nhóm metyl và nguyên tố thủy ngân, với công thức hóa học được quy định là (CH3)2Hg. Chất lỏng không màu này là một trong những chất độc thần kinh được biết đến nhiều nhất.  Nó được mô tả là có mùi hơi thơm, mặc dù hít đủ để phát hiện mùi của nó sẽ gây nguy hiểm.

## An toàn
Đimetyl thủy ngân cực kỳ độc và nguy hiểm để xử lý. Uống phải với liều 0,1 mL có thể gây ngộ độc thủy ngân nghiêm trọng. Những rủi ro được tăng cường do áp suất hơi cao của chất lỏng.
Thử nghiệm thấm cho thấy một số loại găng tay dùng một lần hoặc polyvinyl chloride dùng một lần (thường khoảng 0,1 mm), thường được sử dụng trong hầu hết các phòng thí nghiệm và các thiết lập lâm sàng, có tỷ lệ thẩm thấu cao và tối đa do đimetyl thủy ngân trong vòng 15 giây. Cục Quản lý An toàn và Sức khoẻ Nghề nghiệp Mỹ khuyên nên xử lý hợp chất này với găng tay có tính kháng cao cùng với một cặp găng tay chống mài mòn đeo trên cặp mảnh laminat, đồng thời khuyến cáo dùng tấm che mặt và làm việc trong tủ hút.